# اعتلال مرتكز العظم
اعتلال مرتكز العظم (بالإنجليزية: Enthesopathy)‏ هو اضطراب يُصيب ارتباط الوتر أو الرباط مع العظم. موقع الارتباط يُعرف باسم الارتكاز. إذا كان هُناك التهاب في الحالة، فتسمى بدقة التهاب الارتكاز (enthesitis).